# اوبژتسکو
اوبژتسکو (به لهستانی:  Obrzycko) یک منطقهٔ مسکونی در لهستان است که در شهرستان شاموتوو واقع شده‌است. اوبژتسکو ۳٫۷۲ کیلومتر مربع مساحت و ۲٬۱۷۰ نفر جمعیت دارد.